# Lista de membros titulares da Academia Brasileira de Ciências empossados em 1977
Esta lista contém os nomes dos membros titulares da Academia Brasileira de Ciências empossados em 1977.
| Imagem | Nome                     | Datas de nascimento e falecimento              | Local de nascimento     | Área de especialização | Alma mater | Data de posse       | Conhecido por       | Referências |
| ------ | ------------------------ | ---------------------------------------------- | ----------------------- | ---------------------- | ---------- | ------------------- | ------------------- | ----------- |
|        | Alaíde Braga de Oliveira | 10 de março de 1941                            |                         | Ciências Químicas      | UFMG       | 19 de abril de 1977 |                     |             |
|        | Giovanni Gazzinelli      | 06 de setembro de 1927 14 de janeiro de 2020   | Araçuaí, MG             | Ciências Biomédicas    | UFMG       | 19 de abril de 1977 |                     | [ 2 ]       |
|        | Henrique Krieger         | 29 de maio de 1939                             |                         | Ciências Biológicas    | UFPR       | 19 de abril de 1977 |                     |             |
|        | Iván Antonio Izquierdo   | 16 de setembro de 1937 09 de fevereiro de 2021 | Buenos Aires, Argentina | Ciências Biomédicas    | UBA        | 19 de abril de 1977 | Biologia da Memória | [ 3 ] [ 4 ] |
|        | Ramayana Gazzinelli      | 07 de julho de 1933                            | Araçuaí, MG             | Ciências Físicas       | UFMG       | 19 de abril de 1977 |                     |             |